# Gidon Sa’ar
Gidon Sa’ar (hebr. גדעון סער, ur. 12 września 1966 w Tel Awiwie) – izraelski polityk, minister edukacji w latach 2009–2013, minister spraw wewnętrznych w latach 2013–2014, minister sprawiedliwości w latach 2021–2022, minister spraw zagranicznych Izraela od listopada 2024. Poseł do Knesetu w latach 2003–2014 oraz w latach 2019–2020 z listy Likudu. W 2020 roku założył nową partię Nowa Nadzieja.

## Życiorys
Urodzony w Tel Awiwie, ukończył nauki polityczne na tamtejszym uniwersytecie. Był sierżantem sztabowym w armii izraelskiej. Piastował stanowisko przewodniczącego frakcji parlamentarnej Likudu. Był także sekretarzem w biurze premiera.
W 2003 r. został wybrany do Knesetu. Po wyborach w 2009 roku, w wyniku których lider Likudu Binjamin Netanjahu utworzył koalicję rządową, Sa’ar wszedł 31 marca 2009 w skład gabinetu jako minister edukacji, pozostał na stanowisku do końca kadencji.
W wyborach w 2013 uzyskał reelekcję, a w nowym rządzie Netanjahu został ministrem spraw wewnętrznych, pozostał na stanowisku do 4 listopada 2014 kiedy zastąpił go Gilad Erdan. Następnego dnia złożył mandat poselski, który objął po nim Leon Litinecki z ugrupowania Nasz Dom Izrael (w wyborach 2013 miał wspólną listę z Likudem).
W wyborach w kwietniu 2019 powrócił do parlamentu.
8 grudnia 2020 roku postanowił zrzec się mandatu poselskiego i opuścił Likud. Założył nową, centro-prawicową partię Tikwa Chadasza (pol. Nowa Nadzieja). Ruch ten był wynikiem krytyki ze strony Sa’ara stylu rządów Likudu i Netanjahu.
13 czerwca 2021 został zaprzysiężony na wicepremiera i ministra sprawiedliwości w rządzie Naftalego Bennetta i Ja'ira Lapida. 29 grudnia 2022 przestał być wicepremierem i ministrem sprawiedliwości. 12 października 2023 r. został ministrem bez teki w rządzie Benjamina Netanjahu. W listopadzie 2024 r. został ministrem spraw zagranicznych.

## Życie prywatne
Jest żonaty z dziennikarką Geulą Even, mają dwójkę dzieci.